# Соломоновы Острова на летних Олимпийских играх 2008
Соломоновы Острова приняли участие в летних Олимпийских играх 2008 года в седьмой раз в своей истории, отправив в Пекин трёх спортсменов, выступавших в двух видах спорта: лёгкой атлетике и тяжёлой атлетике. По итогам игр спортсмены из Соломоновых Островов не завоевали ни одной олимпийской медали.

## Лёгкая атлетика
Спортсменов — 2
Мужчины
| Спортсмен       | Вид  | Забег     | Забег | Четвертьфинал | Четвертьфинал | Полуфинал | Полуфинал | Финал     | Финал     |
| Спортсмен       | Вид  | Результат | Место | Результат     | Место         | Результат | Место     | Результат | Место     |
| --------------- | ---- | --------- | ----- | ------------- | ------------- | --------- | --------- | --------- | --------- |
| Фрэнсис Маниору | 100м | 11,09     | 67    | Не прошёл     | Не прошёл     | Не прошёл | Не прошёл | Не прошёл | Не прошёл |

Женщины
| Спортсмен    | Вид  | Забег     | Забег | Четвертьфинал | Четвертьфинал | Полуфинал | Полуфинал | Финал     | Финал     |
| Спортсмен    | Вид  | Результат | Место | Результат     | Место         | Результат | Место     | Результат | Место     |
| ------------ | ---- | --------- | ----- | ------------- | ------------- | --------- | --------- | --------- | --------- |
| Полин Квалеа | 100м | 13,28     | 75    | Не прошла     | Не прошла     | Не прошла | Не прошла | Не прошла | Не прошла |

## Тяжёлая атлетика
Спортсменов - 1
Женщины
| Спортсмен  | Категория | Масса | Рывок | Рывок | Рывок | Рывок | Толчок | Толчок | Толчок | Толчок | Сумма | Место |
| Спортсмен  | Категория | Масса | 1     | 2     | 3     | Место | 1      | 2      | 3      | Место  | Сумма | Место |
| ---------- | --------- | ----- | ----- | ----- | ----- | ----- | ------ | ------ | ------ | ------ | ----- | ----- |
| Венди Хейл | 58 кг     | 57,15 | 74    | 78    | 82    | 12    | 95     | 100    | 100    | 12     | 173   | 12    |